# Aeródromo Lago Colico
El Aeródromo Lago Colico (OACI: SCLK) es un terminal aéreo junto a la localidad de Cunco, Provincia de Cautín, Región de la Araucanía, Chile. Es de propiedad privada.